# 加拿大小麥局
加拿大小麥局（英文：the Canadian Wheat Board，英文縮略：CWB ），由加拿大國會於1935年通過成立，並作為加國小麥和大麥生產者組成的行銷系統。總部位於加拿大曼尼托巴省的溫尼伯。

## 外部連結
- 加拿大小麥局（页面存档备份，存于）